# 1914 en droit
Cet article présente les faits marquants de l'année 1914 en droit.

## Événements

### Juillet
- 15 juillet : loi introduisant l’impôt sur le revenu en France.

### Août
- 2 et 6 août, France : promulgation de deux décrets instituant des Conseils de guerre spéciaux pendant la Première Guerre mondiale[1].